# Rashid Sharafetdinov
Rashid Sharafetdinov (né le 10 juillet 1943 et mort le 21 novembre 2012) est un athlète russe, spécialiste des courses de fond. 

## Biographie
Concourant sous les couleurs de l'URSS, il remporte la médaille d'argent du 5 000 mètres lors des championnats d'Europe de 1969, à Athènes, et la médaille de bronze du 10 000 mètres aux championnats d'Europe de 1971, à Helsinki. 
Il remporte les Universiades d'été de 1970 et participe aux Jeux olympiques de 1968 et 1972.

### Palmarès
| Date | Compétition                | Lieu     | Résultat | Épreuve  | Performance    |
| ---- | -------------------------- | -------- | -------- | -------- | -------------- |
| 1967 | Jeux européens en salle    | Prague   | 2e       | 3 000 m  | 7 min 59 s 0   |
| 1969 | Championnats d'Europe      | Athènes  | 2e       | 5 000 m  | 13 min 45 s 8  |
| 1970 | Coupe d'Europe des nations | Budapest | 3e       | 5 000 m  | 14 min 25 s 8  |
| 1970 | Universiade                | Turin    | 1er      | 10 000 m | 29 min 02 s 2  |
| 1971 | Championnats d'Europe      | Helsinki | 3e       | 10 000 m | 27 min 56 s 25 |

### Records
| Épreuve  | Performance    | Lieu     | Date            |
| -------- | -------------- | -------- | --------------- |
| 5 000 m  | 13 min 33 s 6  | Moscou   | 19 juillet 1971 |
| 10 000 m | 27 min 56 s 25 | Helsinki | 10 août 1971    |